# Westbrook (Maine)
Westbrook  ist eine City im Cumberland County im US-Bundesstaat Maine. Westbrook hatte bei der US-Volkszählung 2020 eine Einwohnerzahl von 20.400 auf einer Fläche von 44,2 km².

## Geografie
Nach dem United States Census Bureau hat der Ort eine Gesamtfläche von 44,2 km², von denen 43,7 km² Land und 0,5 km² Wasser sind.

### Geografische Lage
Westbrook liegt im Süden des Cumberland Countys, etwa zehn Kilometer westlich von Portland am Presumpscot River. Der Highland Lake grenzt im Norden an das Gebiet von Westbrook. Es gibt keine Seen auf dem Gebiet der City. Der Presumpscot River fließt in östlicher Richtung durch Westbrook. Er bildet teilweise die Grenze zu Portland. Die Oberfläche des Gebietes der City ist eben, ohne nennenswerte Erhebungen.

### Nachbargemeinden
Alle Entfernungen sind als Luftlinien zwischen den offiziellen Koordinaten der Orte aus der Volkszählung 2010 angegeben.
- Nordosten: Falmouth, 8,5 km
- Osten: Portland, 18,8 km
- Südosten: South Portland, 7,9 km
- Süden: Scarborough, 5,5 km
- Westen: Gorham, 12,4 km
- Nordwesten: Windham, 6,7 km

### Stadtgliederung
In Westbrook gibt es mehrere Siedlungen: Cumberland Mills (ehemals Ammoncongin), Highland Lake (ehemals Duck Pond), Prides Corner, Saccarappa, Westbrook und Halidon.

### Klima
Die mittlere Durchschnittstemperatur in Westbrook liegt zwischen −7,8 °C (18° Fahrenheit) im Januar und 20,0 °C (68° Fahrenheit) im Juli. Damit ist der Ort gegenüber dem langjährigen Mittel der USA um etwa 9 Grad kühler. Die Schneefälle zwischen Oktober und Mai liegen mit bis zu zweieinhalb Metern mehr als doppelt so hoch wie die mittlere Schneehöhe in den USA; die tägliche Sonnenscheindauer liegt am unteren Rand des Wertespektrums der USA.

## Geschichte
Die Stadt war ursprünglich als Saccarappa bekannt und nach den Saccarappa Falls am Presumpscot River benannt worden. Bis zum 14. Februar 1814 war sie ein Teil von Falmouth (jetzt Portland (Maine)), als sie als Gemeinde Stroudwater selbständig wurde. Bald änderte die Gemeinde ihren Namen in Westbrook nach Colonel Thomas Westbrook, einem Kommandeur während des Dummer's War, dem 1727 der Titel „King's mast agent“ verliehen wurde und der einer der frühen Siedler und Mühlenbetreiber war.  1871 wurde Deering als eigenständige Stadt abgetrennt, die 1889 Teil von Portland wurde. 1891 wurde Westbrook als City eingemeindet.

### Einwohnerentwicklung
| Volkszählungsergebnisse – City of Westbrook, Maine | Volkszählungsergebnisse – City of Westbrook, Maine | Volkszählungsergebnisse – City of Westbrook, Maine | Volkszählungsergebnisse – City of Westbrook, Maine | Volkszählungsergebnisse – City of Westbrook, Maine | Volkszählungsergebnisse – City of Westbrook, Maine | Volkszählungsergebnisse – City of Westbrook, Maine | Volkszählungsergebnisse – City of Westbrook, Maine | Volkszählungsergebnisse – City of Westbrook, Maine | Volkszählungsergebnisse – City of Westbrook, Maine | Volkszählungsergebnisse – City of Westbrook, Maine |
| Jahr                                               | 1800                                               | 1810                                               | 1820                                               | 1830                                               | 1840                                               | 1850                                               | 1860                                               | 1870                                               | 1880                                               | 1890                                               |
| -------------------------------------------------- | -------------------------------------------------- | -------------------------------------------------- | -------------------------------------------------- | -------------------------------------------------- | -------------------------------------------------- | -------------------------------------------------- | -------------------------------------------------- | -------------------------------------------------- | -------------------------------------------------- | -------------------------------------------------- |
| Einwohner                                          |                                                    |                                                    | 2502                                               | 3238                                               | 4116                                               | 4852                                               | 5113                                               | 6583                                               | 3981                                               | 6632                                               |
| Jahr                                               | 1900                                               | 1910                                               | 1920                                               | 1930                                               | 1940                                               | 1950                                               | 1960                                               | 1970                                               | 1980                                               | 1990                                               |
| Einwohner                                          | 7283                                               | 8281                                               | 9453                                               | 10807                                              | 11087                                              | 12284                                              | 13820                                              | 14444                                              | 14976                                              | 16121                                              |
| Jahr                                               | 2000                                               | 2010                                               | 2020                                               | 2030                                               | 2040                                               | 2050                                               | 2060                                               | 2070                                               | 2080                                               | 2090                                               |
| Einwohner                                          | 16142                                              | 17494                                              | 20400                                              |                                                    |                                                    |                                                    |                                                    |                                                    |                                                    |                                                    |

## Kultur und Sehenswürdigkeiten

### Bauwerke

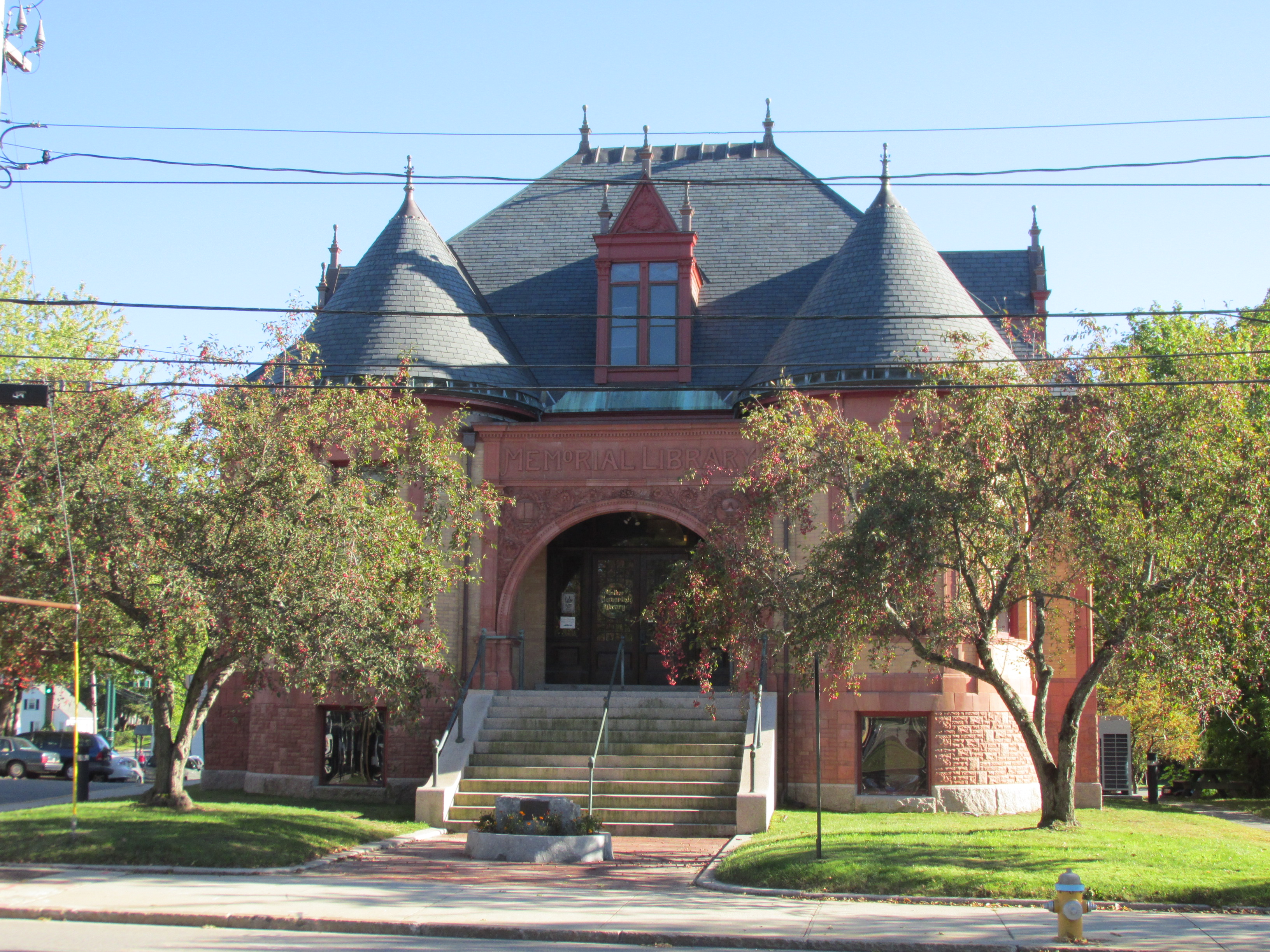
Walker Memorial Library

Sechs Bauwerke und ein Distrikt stehen unter Denkmalschutz und wurden ins National Register of Historic Places aufgenommen.
Als Distrikt
- Cumberland Mills Historic District, aufgenommen 1974, Register-Nr. 74000316

Weitere Bauwerke
- Nathan Harris House, aufgenommen 1993, Register-Nr. 93001116
- St. Hyacinth School and Convent, aufgenommen 2013, Register-Nr. 13000439
- Vallee Family House, aufgenommen 1988, Register-Nr. 88001853
- Walker Memorial Library, aufgenommen 1980, Register-Nr. 80000231
- Warren Block, aufgenommen 1974, Register-Nr. 74000315
- Westbrook High School, aufgenommen 1979, Register-Nr. 79000146

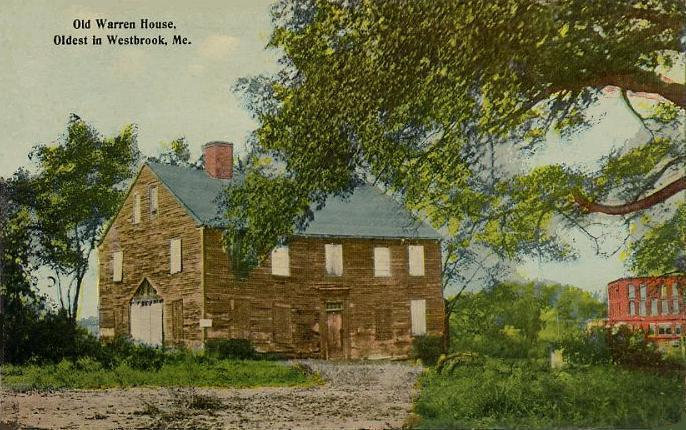
Old Warren House ca. 1912
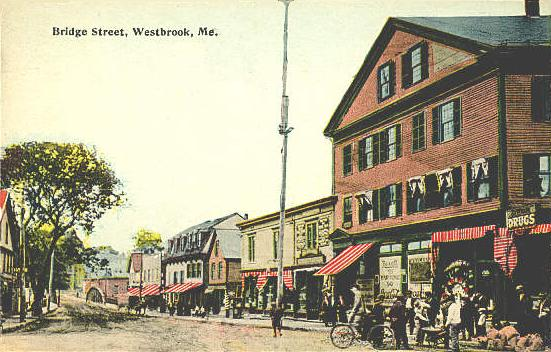
Bridge Street ca. 1912
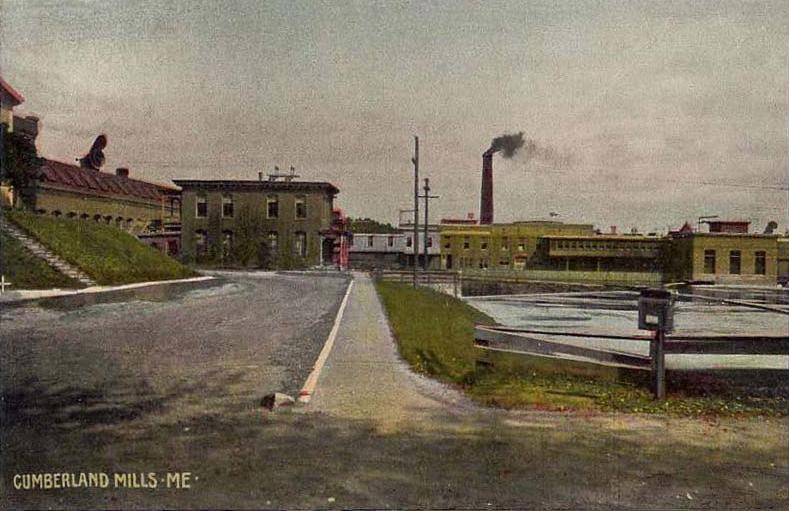
Cumberland Mills ca. 1907

### Naturphänomen
Auf dem Presumpscot River bildete sich im Januar 2019 durch die Strömung des Flusses ein drehender Eiskreis mit einem Durchmesser von etwa 90 m. Der Eiskreis zog großes mediales Interesse auf sich und viele Besucher reisten nach Westbrook, um sich den Eiskreis anzusehen.

## Wirtschaft und Infrastruktur
Der ehemals größte Arbeitgeber der Region war die Papierfabrik S. D. Warren in Westbrook. Sie gehört seit Mitte der 1990er-Jahre zum südafrikanischen Konzern Sappi. Davor gehörte sie zum US-amerikanischen Unternehmen Scott und war der weltgrößte Hersteller von gestrichenem Papier. 1956 erwarb der Fabrikant Johann Wilhelm Zanders aus Bergisch Gladbach die Lizenz für dieses Herstellungsverfahren für seine Papierfabrik Zanders.
Mit dem Veterinär-Medizin-Unternehmen IDEXX Laboratories hat eines der größten Unternehmen des Bundesstaates seinen Sitz in Westbrook.

### Verkehr
Die Interstate 95 verläuft nahe der östlichen Grenze von Westbrook durch Portland. In westöstlicher Richtung verläuft der U.S. Highway 302 durch den Norden von Westbrook.

### Öffentliche Einrichtungen
In Westbrook gibt es mehrere medizinischen Einrichtungen. Die Walker Memorial Library ist die öffentliche Bibliothek von Westbrook. Das Gebäude wurde 1894 errichtet und unter Denkmalschutz gestellt.

### Bildung
Die Schulbildung der City wird durch das Westbrook School Department organisiert.
Folgende Schulen stehen in South Portland zur Verfügung:
- Westbrook High School
- Westbrook Middle  School
- Saccarappa School
- Congin School
- Canal School

## Persönlichkeiten

### Söhne und Töchter der Stadt
- Aja (1963–2006), Pornodarstellerin
- Benjamin Paul Akers (1825) Bildhauer
- James D. Fessenden (1833–1897), General im Bürgerkrieg
- Artt Frank (1933–2024), Jazz-Schlagzeuger und Autor
- Beverly Jensen (1953–2003), Schauspielerin und Schriftstellerin
- Edmund Morrill (1834–1909), Kongressabgeordneter und Gouverneur
- Scotty 2 Hotty (* 1970), Wrestler
- Carl Leo Stearns (1892–1972), Astronom
- Avie Tevanian (* 1961), Softwareentwickler
- Anna Astvatsaturian Turcotte (* 1978), Autorin, Dozentin, politische Aktivistin und Kommunalpolitikerin

### Persönlichkeiten, die vor Ort gewirkt haben
- Rudy Vallée (1901–1986), Musiker, Bandleader, Schauspieler und Entertainer, wuchs in Westbrook auf
- Nancy A. Henry (* 1961), Dichterin, lebt heute in Westbrook